# FouKi
FouKi, de son vrai nom Léo Fougères, né le 25 décembre 1996 , est un rappeur québécois de Montréal. Son style navigue entre le hip-hop québécois, le reggae et la trap. Il est considéré par la presse comme une des figures montantes du rap québécois, en offrant avec son producteur QuietMike une formule hip-hop atypique et énergique, teinté de la culture rap européenne, canadienne, québécoise et américaine.

## Biographie
Léo Fougères est né à l'hôpital Notre-Dame de Montréal et a grandi sur le Plateau-Est. Son nom d'artiste, FouKi, est une transformation dérivée de son nom de famille Fougères, et de l'expression Fou-qui-gère.
En 2016, il sort son premier mini-album Plato Hess avec son producteur QuietMike sur la plateforme Bandcamp. À la suite de cette sortie, le duo a lancé trois autres mini-albums:  Extendo, Sour Face Musique (en collaboration avec Kevin Na$h) et Pre_Zay.
En 2017, la chanson Gayé, tirée de l'album Plato Zay connaît un succès important et obtient plus de quatre millions de vues sur son vidéoclip visible sur YouTube.
Le 13 avril 2018, deux ans plus tard, il s'est affilié à la maison de production Disques 7ième Ciel avec laquelle il fait paraître le mini-album La Zayté et Zay, un album connu pour la chanson a succès Makeup dont le vidéoclip a obtenu plus de deux millions de vues sur YouTube,.
Son album, ZayZay, sorti le 3 mai 2019, avec la musique de QuietMike et produit par Disques 7ième Ciel, contient 18 pistes en collaboration avec différents artistes : ISHA, Lord Esperanza, Koriass, Obia le Chef, KNLO, Eman, Jam, Robert Nelson, Maybe Watson et Vendou lui permit de recevoir des nominations à l'ADISQ.
Le 23 octobre 2020, FouKi a sorti son album Grignotines de luxe, avec de nouveaux instrumentaux de son complice de longue date, le producteur Quiet Mike, aidé par de nouveaux collaborateurs, dont Pops & Poolboy du groupe Clay and Friends, BYNON, Ruffsound et Rousseau.
En 2022, il a fait partie du corps professoral de la septième saison de Star Académie avec le rôle de professeur de création artistique .
Son cinquième album, Rap Club, sorti le 17 novembre 2023, contient 11 pistes en collaboration avec différents artistes: Avril Jensen, Greg Beaudin, Souldia, Zach Zoya, Claire Ridgely, Lost, Rymz, Shreez, Vendou, Eman, Mindflip, Imposs, Joe Rocca et Benny Adam,.
En mai 2023, FouKi a sorti une nouvelle version de la chanson de l'émission québécoise à succès Occupation Double avant la sortie de l'émission OD Andalousie.
Le 10 novembre 2023, Fouki participe à un spectacle au centre Bell, accompagné de Koriass, Souldia, Alaclair Ensemble, Zach Zoya, Imposs et plusieurs autres pour célébrer les 20 ans de la maison de disque 7e Ciel,.

### Vie privée
Ayant grandi dans une famille qu'il qualifie « mélomane », FouKi s'est vite intéressé à la musique. Sur le plan scolaire, il a fait son éducation primaire à l'école Paul-Bruchési. Il a ensuite fait sa première année d'études secondaires à l'école Sophie-Barat pour finalement poursuivre son cheminement à l'école secondaire Jeanne-Mance. Sa passion pour le rap a rapidement supplanté son éducation. C'est en troisième année du secondaire qu'il fait la rencontre de son futur associé, QuietMike, chez qui il allait faire de la musique pendant les heures de diner de l'école. Lorsque le rap a commencé à prendre davantage d'ampleur dans sa vie, il a mis ses études de côté. Aujourd'hui, FouKi est en possession d'un diplôme d'études secondaires, mais a décidé de ne pas entreprendre d'études postsecondaires.
Avant qu'il puisse vivre de sa musique, Léo travaillait à la pizzeria Pizza no.900 sur la rue Laurier à Montréal. Son talent pour le pétrissage de pâte a été reconnu mondialement par le concours World Pizza Games à Las Vegas où il se mérite la 12e position au rang mondial.

## Reconnaissances
FouKi a été nommé parmi les dix jeunes auteurs à surveiller en 2018 par l’équipe de l’émission Plus on est de fous, plus on lit sur les ondes d’ICI Radio-Canada Première, en plus d'être nommé parmi les cinq artistes rap québécois à surveiller par le réputé webzine français Konbini.
Il a travaillé en partenariat avec des artistes québécois reconnus professionnellement dans leur milieu, tel que Koriass, avec qui il a collaboré en duo pour un album intitulé "Génies en herbe" en 2020, ainsi qu'avec Alex Nevsky et Alaclair Ensemble. Il a également collaboré avec Alicia Moffet, pour la chanson Ciel.
Lors du Gala de l’ADISQ de 2022, Ginette Reno, qui remettait le prix de la chanson de l'année à Jay Scøtt et Fouki pour la chanson Copilote a plutôt dit «Le public et l’académie ont choisi: Capitole! Funky avec Jay Scøtt», renommant à la fois la chanson gagnante et un des artistes lauréats.

## Discographie
Source : ZayZay, by FouKi